# Saint-Romphaire
Saint-Romphaire település Franciaországban, Manche megyében. Lakosainak száma 760 fő (2018. január 1.). Saint-Romphaire La Mancellière-sur-Vire, Condé-sur-Vire, Gourfaleur, Le Mesnil-Opac, Le Mesnil-Raoult, Bourgvallées és Troisgots községekkel határos.

## Népesség
A település népessége az elmúlt években az alábbi módon változott:
| Lakosok száma | 615  | 626  | 638  | 628  | 595  | 733  | 745  | 745  | 754  | 760  |
|               | 1962 | 1968 | 1982 | 1990 | 1999 | 2008 | 2011 | 2013 | 2017 | 2018 |